# Otto Cortés Fernández
Otto Cortés Fernández (Alajuela, 25 de agosto de 1908 - 15 de octubre de 1973), fue un político costarricense, hijo del presidente León Cortés Castro y de su esposa Julia Fernández Rodríguez. Fue diputado por el Partido Demócrata en el Congreso Constitucional de 1944-1948 y por el Partido Liberación Nacional en el período de 1953 a 1958 siendo Presidente de la Asamblea de 1956 a 1958.